# Kemi (stacja kolejowa)

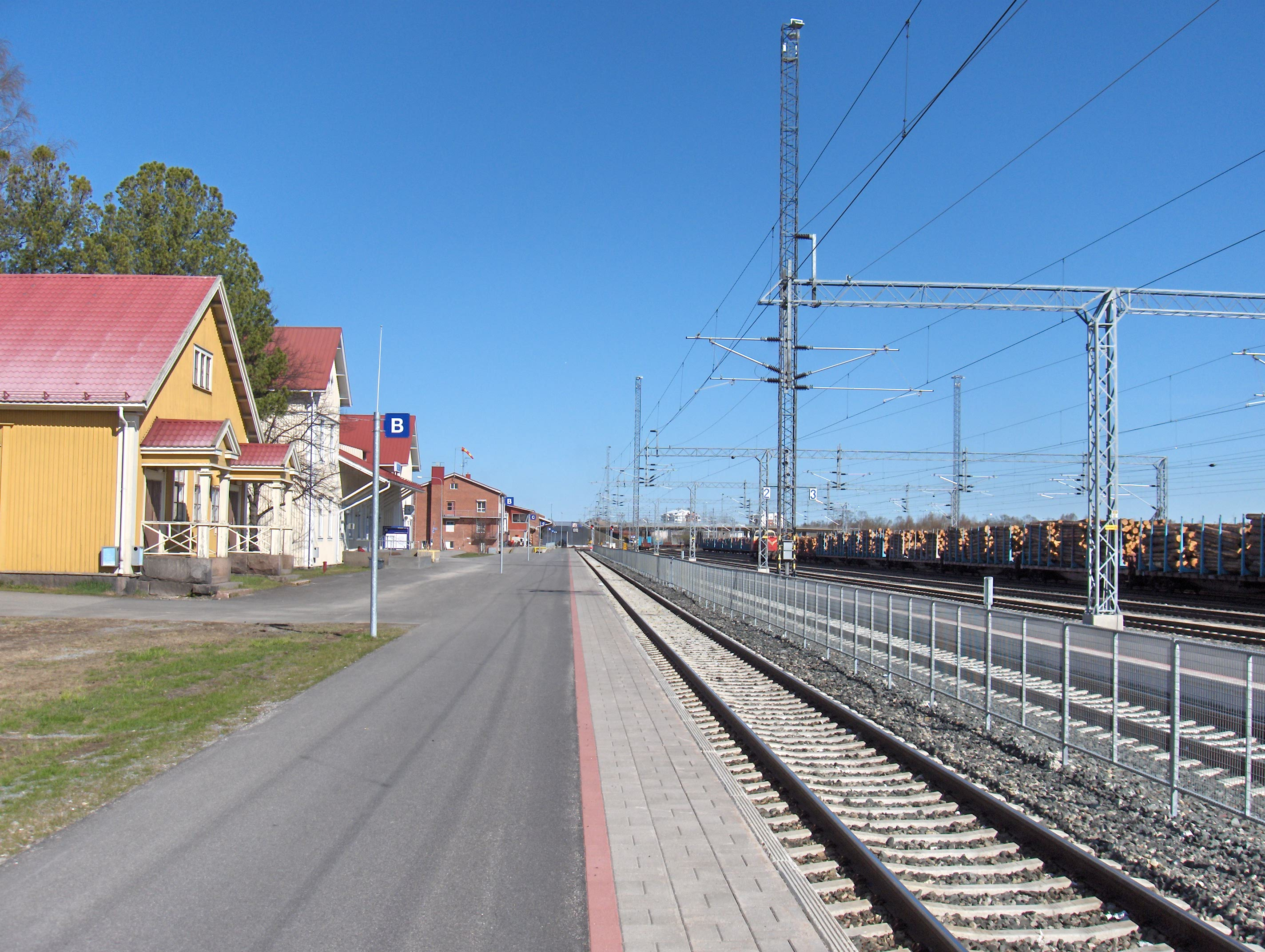
Widok na stację

Kemi – węzłowa stacja kolejowa w Kemi, w północnej Finlandii. Stacja leży na linii Oulu – Tornio. Rozpoczyna się na niej również linia kolejowa na wyspę Ajos, na której znajdują się terminale portu w Kemi.
Stację otwarto 16 października 1903. W 2008 roku obsłużyła 185 tys. pasażerów.